# 沿河城
40°05′57″N 115°43′14″E / 40.099228°N 115.720468°E
沿河城，位于北京市门头沟区狮子沟沟口，是一座明朝兴建的城塞，其附近分布着多座敌台。

## 简介
沿河城位于门头沟区西北部山区的巨大峡谷内，北临永定河，南依西岭山梁。明朝万历六年（1578年），御史中丞张卤主持修建此城。因此城临永定河，故称为“沿河城”。此城是北京通向塞外的要道之一。
沿河城周长1182.3米，北、东、西三面为直线，南城墙则依山势呈弧形。城墙采用条石以及大卵石砌筑，东西各设城门一座，西门曰“永胜”，东门曰“万安”，南北设有水门。
沿河城一线的敌台建于明朝隆庆五年（1571年）至万历三年（1575年），由兵部右侍郎汪道昆等人主持修建。敌台自沿河口起，至小龙门口止，绵延数十公里，在山口要隘依据地形建设城墙及敌台。敌台共计十七座，其中十五座以“沿字某号”编号，计有：沿字一号至十五号；另外还有两座未编号，建造时间晚于沿字号的敌台。1984年，“沿河城与敌台”被北京市人民政府公布为第三批北京市文物保护单位。
沿河城现存西城门一座，名为“永胜”。沿河城西现存敌台两座，是明朝隆庆年间戚继光所建，台高15米，长宽各10余米，砖石结构。在沿河城至洪水口一带，还保存着万历初年兴建的敌台16座，是北京内长城的一部分。沿河城地区旧有八景，现存的西城门及敌台分别为其中的“边城永胜”、“敌台烽烟”。